# ロゾー郡 (ミネソタ州)
ロゾー郡（英: Roseau County）は、アメリカ合衆国ミネソタ州の北西部に位置する郡である。2010年国勢調査での人口は15,629人であり、2000年の16,338人から4.3％減少した。郡庁所在地はロゾー市（人口2,633人）であり、同郡で人口最大の都市でもある。

## 歴史
ロゾー郡となった地域は昔、チッペワ族、スー族、マンダン族インディアンが住んでいた。考古学者によって7,200年前とするこれら部族の人工物が見つかっている。
- ルテフィスク（食品）が郵便で送られていた。開拓者が取りに来るまで郵便局留めとなっていることが多かった
- 最初の一般選挙は1855年に行われ、55人が投票したが、3人以外は共和党員だった。
- アメリカ合衆国が関わった全ての戦争に兵隊を送ってきた。最初は1898年の米西戦争だった
- 1907年時点で8つの新聞が発行されていた
- 1915年時点で自動車は139台あった
- ロゾー川で重さ400ポンド (180 kg) のチョウザメが捕まり、川から揚げるために馬の力を借りる必要があった
- 1900年代初期、ミネソタ州自然資源省が主管した洪水制御計画のために、ロゾー湖が乾された。昔は50フィート (15 m) の水深があった。湖は現在も乾されたままだが、ロゾー川が溢れる季節には水が湛えられる。

## 地理
アメリカ合衆国国勢調査局に拠れば、郡域全面積は1,678.33平方マイル (4,346.9 km2)であり、このうち陸地1,662.51平方マイル (4,305.9 km2)、水域は15.82平方マイル (41.0 km2)で水域率は0.94％である。郡内唯一の空港はパイニー・パインクリーク国境空港であり、カナダ国境に跨っている。

### 主要高規格道路
| - ミネソタ州道11号線 - ミネソタ州道32号線 - ミネソタ州道89号線 - ミネソタ州道308号線 | - ミネソタ州道310号線 - ミネソタ州道313号線 |

### 隣接する郡など
- カナダ、マニトバ州、スチュアートバーン - 北西
- カナダ、マニトバ州、パイニー - 北
- レイクオブザウッズ郡 - 東
- ベルトラミー郡 - 南東
- マーシャル郡 - 南
- キットソン郡 - 西

## 人口動態

人口ピラミッド

以下は2000年の国勢調査による人口統計データである。
| 基礎データ - 人口: 16,338人 - 世帯数: 6,190 世帯 - 家族数: 4,438 家族 - 人口密度: 4人/km2（10人/mi2） - 住居数: 7,101軒 - 住居密度: 2軒/km2（4軒/mi2） 人種別人口構成 - 白人: 95.92% - アフリカン・アメリカン: 0.13% - ネイティブ・アメリカン: 1.42% - アジア人: 1.73% - 太平洋諸島系: 0.02% - その他の人種: 0.08% - 混血: 0.70% - ヒスパニック・ラテン系: 0.43% 先祖による構成 - ノルウェー系：41.0％ - ドイツ系：18.8％ - スウェーデン系：10.7％ 年齢別人口構成 - 18歳未満: 29.8% - 18-24歳: 6.8% - 25-44歳: 29.9% - 45-64歳: 20.8% - 65歳以上: 12.6% - 年齢の中央値: 35歳 - 性比（女性100人あたり男性の人口） - 総人口: 105.0 - 18歳以上: 104.0 | 世帯と家族（対世帯数） - 18歳未満の子供がいる: 38.4% - 結婚・同居している夫婦: 60.0% - 未婚・離婚・死別女性が世帯主: 6.8% - 非家族世帯: 28.3% - 単身世帯: 24.6% - 65歳以上の老人1人暮らし: 9.9% - 平均構成人数 - 世帯: 2.60人 - 家族: 3.11人 収入と家計 - 収入の中央値 - 世帯: 39,852米ドル - 家族: 46,185米ドル - 性別 - 男性: 29,747米ドル - 女性: 23,630米ドル - 人口1人あたり収入: 17,053米ドル - 貧困線以下 - 対人口: 6.6% - 対家族数: 4.6% - 18歳未満: 6.5% - 65歳以上: 12.2% |

## 都市と郡区
| 都市                                                                                                 | 郡区 | 郡区 | 未組織の町                                                   | 未編入の町                               |
| --- | --- | --- | ------------------------------------------------------------ | ---------------------------------------- |
| - バッジャー - グリーンブッシュ - ルーズベルト † - ロゾー - 郡庁所在地 - ストラスコナ - ウォーロード | - バーネット - バートー - ビーバー - シーダーベンド - ディア - デューイ - ディーター - エンストロム - ファラン - ゴールデンバレー - グリムスタッド - ヘレイム - ハス - ジェイディス - レイク - ラオナ - リンド | - マラング - ミッキノック - ムース - モーランビル - ニールソン - パームビル - ポーリッツ - ポローニャ - ポプラグローブ - レイン - ロス - スカーゲン - ソーラー - スプルース - スタッフォード - ストークス | - サウスイーストロゾー - ノースロゾー - ノースウェストロゾー | - パインクリーク - スウィフト - ウィナー |

- † ルーズベルトの小部分がレイクオブザウッズ郡に入っている。

## 政治
| 州全体で行われた選挙の結果 | 州全体で行われた選挙の結果 | 州全体で行われた選挙の結果 | 州全体で行われた選挙の結果 | 州全体で行われた選挙の結果 |
| 年                         | 役職                       | 共和党                     | 民主党                     | その他                     |
| -------------------------- | -------------------------- | -------------------------- | -------------------------- | -------------------------- |
| 2008年                     | 大統領                     | 57.6%                      | 40.2%                      | 2.2%                       |
| 2008年                     | 上院議員                   | 57.5%                      | 31.7%                      | 10.8%                      |
| 2006年                     | 州知事                     | 56.2%                      | 38.8%                      | 5.0%                       |
| 2006年                     | 上院議員                   | 46.7%                      | 49.4%                      | 3.9%                       |
| 2004年                     | 大統領                     | 67.7%                      | 30.9%                      | 1.4%                       |
| 2002年                     | 州知事                     | 49.7%                      | 42.5%                      | 7.8%                       |
| 2002年                     | 上院議員                   | 55.7%                      | 40.8%                      | 3.5%                       |
| 2000年                     | 大統領                     | 65.5%                      | 29.7%                      | 4.8%                       |
| 2000年                     | 上院議員                   | 43.3%                      | 48.8%                      | 7.9%                       |
| 1998年                     | 州知事                     | 49.8%                      | 31.2%                      | 19.0%                      |
| 1996年                     | 大統領                     | 43.2%                      | 39.9%                      | 16.9%                      |
| 1996年                     | 上院議員                   | 54.6%                      | 40.9%                      | 4.5%                       |
| 1994年                     | 州知事                     | 59.8%                      | 37.6%                      | 2.6%                       |
| 1994年                     | 上院議員                   | 59.1%                      | 36.6%                      | 4.3%                       |
| 1992年                     | 大統領                     | 38.3%                      | 32.2%                      | 29.5%                      |

アメリカ合衆国大統領選挙の場合、ロゾー郡は州内でも最も共和党寄りの郡である。ジョン・マケインもジョージ・W・ブッシュも州内で最も高い支持率を得た。ブッシュは2度とも65％の支持率だった。1992年のジョージ・H・W・ブッシュも1996年のボブ・ドールも州内で数少ない勝利した郡の1つになった。
アメリカ合衆国上院議員や州知事の選挙でも共和党寄りである。1992年以降の上院議員選挙でミネソタ民主農民労働党が郡を制したのは2回のみである。独立系候補者はロゾー郡でも州内の他の郡でも成果を残していない。1998年、上院議員のノーム・コールマンはロゾー郡で50％を獲得し、州内でも最も良い結果となった。